# Elecciones parlamentarias de Israel de 1988
Las elecciones para el duodécimo Knesset se llevaron a cabo en Israel el 1 de noviembre de 1988. La participación de los votantes fue del 79.7%.

## Historia
Para julio de 1985, la inflación de Israel, respaldada por un complejo índice de vinculación salarial, había alcanzado el 480% anual y era la más alta del mundo. Peres introdujo el control de precios de emergencia y recortó el gasto público para controlar la inflación. La moneda (conocida como la lira israelí hasta 1980) fue reemplazada y cambió su nombre por el de nuevo séquel.
La gran hambruna de 1983–85 de Etiopía condujo al desplazamiento de cientos de miles de etíopes desde el norte de Etiopía a los campos de refugiados en Etiopía y Sudán. Decenas de miles de etíopes murieron de hambre durante ese tiempo. Entre estas víctimas, se estima que entre 3,000 y 4,000 eran miembros de la comunidad de Beta Israel. A fines de 1984, el gobierno sudanés, luego de la intervención de los EE. UU., permitió la emigración de 7200 refugiados Beta Israel a Europa que volaron de inmediato a Israel. Allí, dos oleadas de inmigración fueron: la Operación Moisés, que tuvo lugar entre el 20 de noviembre de 1984 y el 4 de enero de 1985, durante la cual 6,500 personas emigraron a Israel. Esta operación fue seguida por la Operación Josué (también conocida como "Operación Reina de Saba") unas semanas más tarde, que fue realizada por la CIA, en la cual los 650 refugiados Beta Israel que quedan en Sudán fueron evacuados a Israel. La segunda operación se llevó a cabo principalmente debido a la intervención y la presión internacional de los EE. UU.
En junio de 1985, Israel retiró la mayor parte de sus tropas del Líbano, dejando una fuerza residual de Israel y una milicia apoyada por Israel en el sur del Líbano como una "zona de seguridad" y un amortiguador contra los ataques en su territorio del norte, sin embargo, tanto por la salida de Israel sin lograr enteramente sus objetivos como por la polémica que generó a lo interno entre muchos israelíes que cuestionaban la ética de intervenir en una guerra ajena así como crímenes que indignaron a la población israelí como la Masacre de Sabra y Chatila, se le apodó el "Vietnam israelí".
Durante el período anterior el gobierno israelí logró acuerdos con la OLP para intercambiar prisioneros conocidos como Acuerdo de Jibril y con el Rey Hussein de Jordania en Londres que llevarían al Tratado de paz jordano-israelí, sin embargo esto no evitó el surgimiento de la Primera Intifada. El continuo establecimiento de los asentamientos israelíes y la continua ocupación israelí en Cisjordania y la Franja de Gaza llevaron a la primera Intifada palestina (levantamiento) en diciembre de 1987, que se prolongó hasta la Conferencia de Madrid de 1991, a pesar de los intentos israelíes de suprimirla. Fue un levantamiento parcialmente espontáneo, pero en enero de 1988 ya estaba bajo la dirección de la sede de la OLP en Túnez, que llevó a cabo ataques terroristas continuos contra civiles israelíes. Los disturbios aumentaron a diario en todos los territorios y fueron especialmente graves en la Franja de Gaza.

## Gobierno posterior
Shamir del Likud formó el vigésimo tercer gobierno el 22 de diciembre de 1988, incluyendo el Alineamiento, el Partido Religioso Nacional, Shas, Agudat Yisrael y Degel HaTorah en su coalición, con 25 ministros.
En 1990, Peres intentó formar una coalición liderada por el Alineamiento en un movimiento que se conoció como "el truco sucio", pero no logró ganar el apoyo suficiente. Finalmente, Shamir formó el vigésimo cuarto gobierno el 11 de junio de 1990, con una coalición que incluía al Likud, el Partido Religioso Nacional, Shas, Agudat Yisrael, Degel HaTorah, el Nuevo Partido Liberal, Tehiya, Tzomet, Moledet, Unidad por la Paz e Inmigración y Geulat. Israel Tehiya, Tzomet y Moledet abandonaron la coalición a fines de 1991 y principios de 1992 en protesta por la participación de Shamir en la Conferencia de Madrid.
La Duodécima Knesset vio el surgimiento de los partidos religiosos ultraortodoxos como una fuerza significativa en la política israelí, y como un elemento crucial de "oscilación" que podría determinar cuál de los 2 grandes partidos seculares (Likud, Alineamiento) podría formar la coalición gobierno.

## Resultados

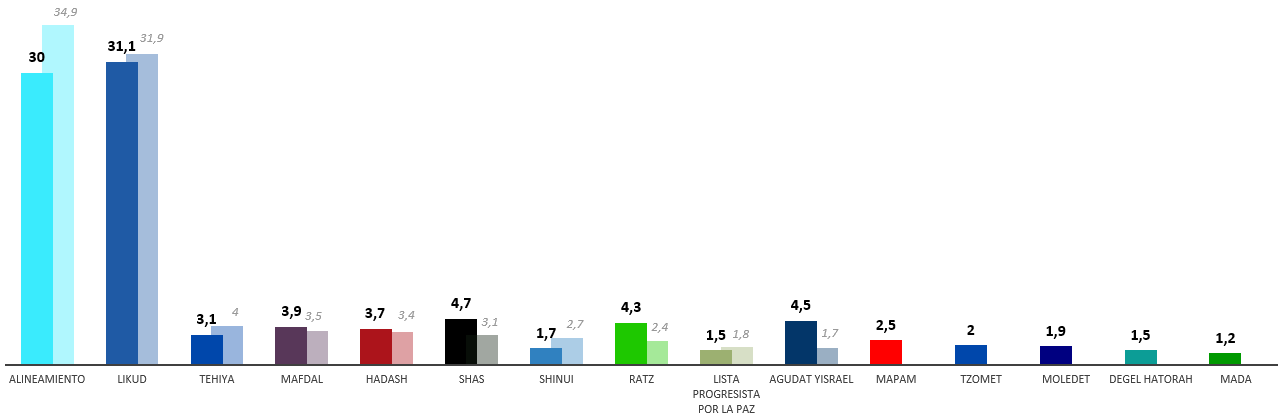
Resultados por partido en relación con las elecciones de 1984

|  | 31.1 % |

|  | 30.0 % |

|  | 4.7 % |

|  | 4.5 % |

|  | 4.3 % |

|  | 3.9 % |

|  | 3.7 % |

|  | 3.1 % |

|  | 2.5 % |

|  | 2.0 % |

|  | 1.9 % |

|  | 1.7 % |

|  | 1.5 % |

|  | 1.5 % |

|  | 1.2 % |

|  | 0.7 % |

|  | 0.7 % |

|  | 0.2 % |

|  | 0.2 % |

|  | 0.1 % |

|  | 0.1 % |

|  | 0.1 % |

|  | 0.1 % |

|  | 0.1 % |

|  | 0.0 % |

|  | 0.0 % |

|  | 0.0 % |

|  | 99.0 % |

|  | 1.0 % |

|  | 100.00 % |

|  | 78.9 % |